# Puppenmuseum Rudolstadt
Das Puppenmuseum Rudolstadt befand sich auf dem Gelände der ehemaligen Anker-Werke in Rudolstadt (Thüringen). Seit 2018 ist das Museum geschlossen und für den Publikumsverkehr nicht mehr zugänglich.
Seit August 2015 befand sich dort das Rudolstädter Ringler-Puppenmuseum mit dem Lebenswerk der Puppenkünstlerin Erika Ringler. Ringler gewann sieben Mal in Folge den Eurodoll. Sie war mit ihren Puppen auf Messen im In- und Ausland vertreten. Vor allem in Amerika, wo Puppen beliebt sind, fand sie großen Anklang. In den 1980er Jahren war die Nachfrage so groß, dass Ringler bis zu zehn Mitarbeiter beschäftigte. Sie erzielte zwischen 1991 und 2001 Verkaufserlöse von 1000,- bis 8000,- DM pro Puppe, je nach Größe und Ausstattung. Die Produktion und der Verkauf von ihren Puppen wurde 2003 eingestellt.
Zu sehen waren auf einer Ausstellungsfläche von mehr als 200 m² über 300 bis zu 95 cm große handgefertigte Puppen aus Ahornholz, Puppen-Prototypen sowie gemeinsam mit ihrem Vater gefertigte Holzfahrzeuge. Aus Holz gefertigte Puppen sind eine Seltenheit: Es gibt europaweit nur zwei weitere Künstler, die Puppen aus Holz herstellen. Ebenfalls ausgestellt waren mit Puppen dekorierte Antiquitäten. Die Sammlung enthielt auch von Ringler handgefertigte Teddybären. Eine Krippenszene mit 75 Oberammergauer Krippenfiguren rundete die Ausstellung ab.
Es gibt Bestrebungen, einen Förderverein Ringler-Puppen-Museum Rudolstadt zu gründen, um das denkmalgeschützte Gebäude zu kaufen, zu sanieren und auszubauen.